# Rivierterras

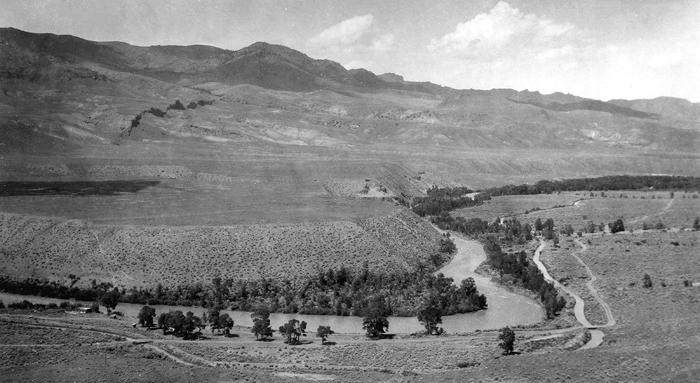
Shoshone River, Absaroka Mountains, Wyoming, 1923. In de binnenbocht van de rivier (midden van de foto) zijn duidelijk twee terrasniveaus zichtbaar

Een rivierterras of een fluviatiel terras is een landvorm die ontstaat als een restant van een vroegere riviervlakte. Het is een relict uit een periode dat een rivier op een hoger niveau in het landschap stroomde. Rivierterrassen zijn slechts een mogelijke manier waarop terrassen in het landschap ontstaan.
In de rivierbedding vindt bij een lagere stroomsnelheid sedimentatie plaats. Zo wordt een vlakke dalbodem gevormd, die is opgevuld met sediment. Dit materiaal wordt alluviaal sediment genoemd. Een rivier kan zich weer in zijn eigen dalbodem insnijden en op een lager niveau gaan stromen, waar weer een nieuwe riviervlakte kan ontstaan. De restanten van de oude dalbodem blijven dan achter als vlakke niveaus die hoger liggen dan de later gevormde riviervlakte.

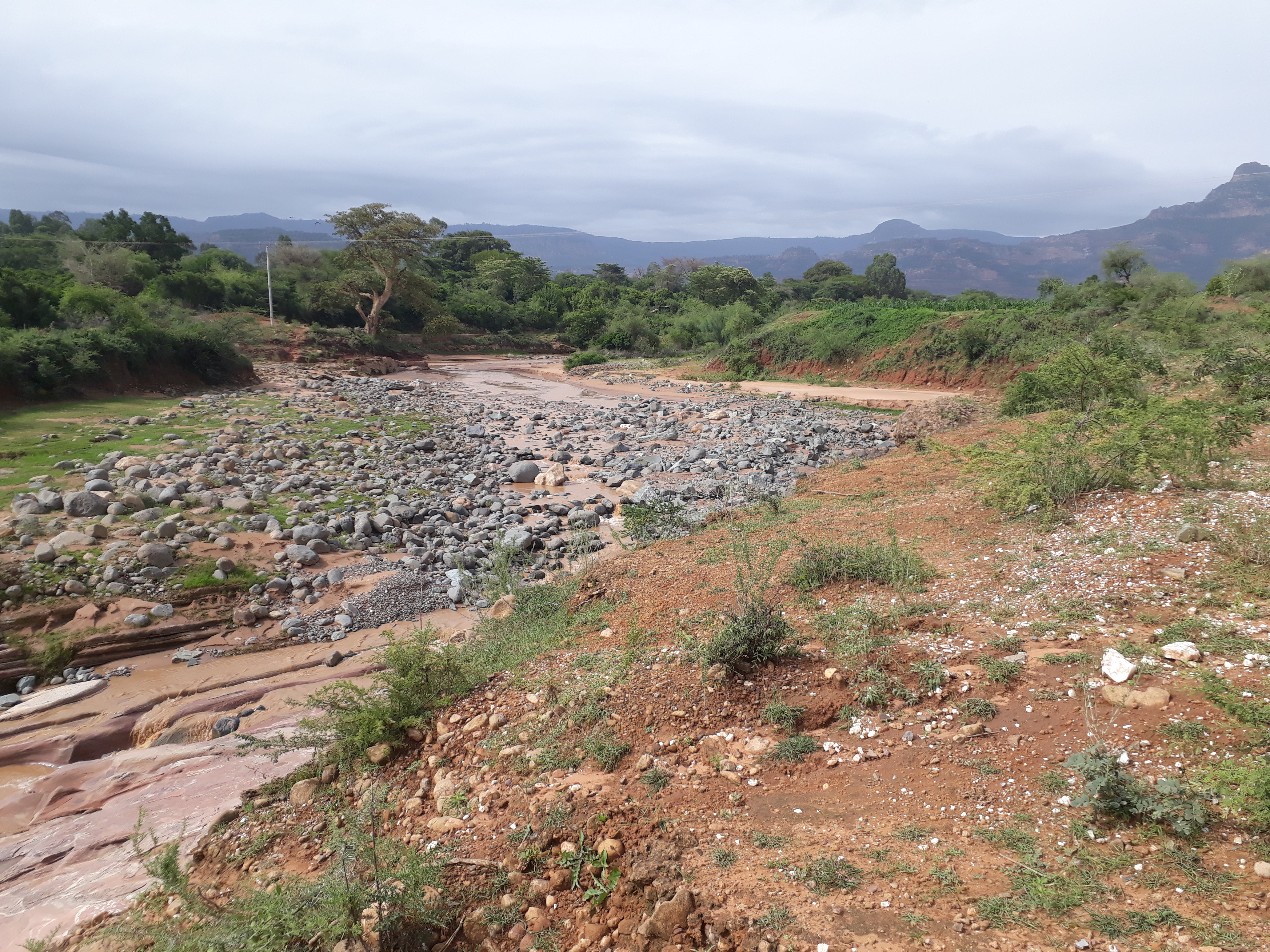
De Tsaliet Rivier in Ethiopië heeft zich ingesneden in haar eigen alluvium dat nu een 12 meter hoog rivierterras vormt

Het terrassenlandschap is een van de Nederlandse landschapstypen, die eerder tot de zandgebieden werd gerekend. Het gebied vormt een overgangsgebied met restgeulen, rivierduinen, terrassen, plateaus, hellingen en dekzandgebieden. Daarbij wordt onderscheid gemaakt tussen:
- Maasterrassen
- Lage Rijnterrassen
- Hoge Rijnterrassen

In Midden- en Zuid-Limburg zijn een groot aantal rivierterrassen te herkennen van zowel de huidige als vroegere beddingen van de Maas. Langs de Duitse grens bevinden zich Rijnterrassen. Ook de westrand van de Gelderse Achterhoek en het Montferland bevindt zich laag terrassenlandschap langs de Rijn. Daarnaast vertoont de westrand van het Oost-Nederlands plateau tussen Aalten en Eibergen enige terrassen die door een oudere loop van de Rijn zijn gevormd.
beekdal · doorbraakdal · droogdal · fjord · hangend dal · kloof · reculée · ría · riftvallei · rivierdal · trogdal · V-dal · wadi